# Gáspár Laci
Gáspár Laci, polgári nevén Gáspár László (Balassagyarmat, 1979. június 12. –) énekes, dalszerző.

## Élete
Négy testvére van. Iskoláit szülővárosában végezte, vízvezeték-szerelőnek tanult. Már általános iskolásként megmutatkozott művészi vénája, akkoriban azonban elsősorban a rajzolás terén bizonyított, több pályázatot is megnyert. [forrás?]
Énekelni 7 éves korában kezdett komolyabban. Első sikerét az iskolai Ki Mit Tud?-on aratta, egy Demjén Ferenc-dallal megnyerte az ének kategóriát. Jutalmul az igazgató egy basszusgitárral ajándékozta meg. Autodidakta módon, kitartó szorgalommal sajátította el a hangszer használatának fortélyait. Ekkor ismerkedett meg olyan világhírű jazz-zenészek szerzeményeivel, mint Marcus Miller, Jaco Pastorius és George Benson. Ez az élmény a későbbiekben alapvetően meghatározta zenei ízlésvilágát, melyre a jazz mellett a soul és az R'n'B is hatott.
A munka mellett minden idejét a basszusgitározásnak szentelte. Dolgozott útépítőként, gyertyaöntőként, volt bányász, festő és villanyszerelő, végül a helyi bútorgyárban helyezkedett el. 18 éves korában nősült meg, 6 év házasság után született meg kislánya, Mirjam.

## Zenei karrier
Részt vett egy jazz-zenekar alapításában, az együttesben a basszusgitározás mellett énekelt is. Különböző rendezvényeken léptek fel Nógrád megyében és Budapesten. A zenekar felbomlása után a helyi gospel-kórusban énekelt. 1995-96-ban a Ki Mit Tud?-on indult, közvetlenül a televíziós döntők előtt esett ki a műsorból.  A Kifutó 2 válogatóján továbbjutott, előadásával lenyűgözte a zsűrit, azonban a műsor megszűnése miatt a várva várt sikerek elmaradtak. Az Üstökös tehetségkutató verseny sem hozta meg számára az áttörést, ezért úgy döntött, hogy az éneklést abbahagyja.
2003-ban családja unszolására indult a Campona tehetségkutató énekversenyen, melyen 3. helyezést ért el és különdíjat kapott. Augusztusban nevezett be a TV2 Megasztár - Az év hangja című versenyébe. 3. helyen végzett s elnyerte a megtisztelő "2004 legjobb férfihangja" címet. A verseny hónapokon át zajlott, eközben Laci országos ismertségre és hatalmas rajongótáborra tett szert.
2004 októberében jelent meg első albuma Hagyd meg nekem a dalt címmel. Az album pár hét alatt aranylemez, később pedig platinalemez lett.[forrás?] Az album első kislemeze a Hagyd meg nekem a dalt című dalból készült. A dal 3 hétig állt a VIVA TV hivatalos slágerlistájának élén, és a Mahasz Editors’ Choice rádiós listáján 7 hétig volt első.
Az albumhoz még egy kislemez készült a Sosem vagy egyedül című dalból.
2005-ben jelent meg második albuma Bárhol jársz címmel, amely az előzőhöz hasonlóan szép sikereket ért el. Az albumról két kislemez jelent meg a Ma éjszaka és a Bárhol jársz című dalokból.
2006-ban jelent meg harmadik albuma És mégis forog a föld címmel. Az albumról három kislemez jelent meg: az És mégis forog a Föld, a Bolond vagyok, mert és egy duett Szekeres Adriennel, a Kikötők, mely az év egyik legnagyobb sikere lett.[forrás?]
2007-ben jelent meg negyedik albuma Maradandók tisztelettel címmel. Az album első kislemeze az Engedj el című dalból készült.
2008-ban a harmadik albumról megjelent egy negyedik kislemez a Dalban küldöm című dalból.
2013-ban szerepelt A Dalban és A nagy duett második évadjában.
2015-ben szerepelt a Sztárban sztár harmadik évadjában, amelyet meg is nyert, így ő lett 2015-ben "Magyarország legsokoldalúbb előadója".
2016-ban ismét szerepelt a A Dalban.
2018-ban szerepelt feleségével Gáspár Nikivel a Nyerő páros című műsorban, ahol a második helyet szerezték meg.
2020-ban az Álarcos énekes első és második évadának egyik zsűritagja.
2016-ban, 2017-ben, 2018-ban, 2019-ben, 2021-ben, 2022-ben és 2024-ben is az X-Faktor egyik mentora.

## Diszkográfia

### Albumok
| Év   | Album                   | Legmagasabb helyezés                   | Minősítés      |
| Év   | Album                   | MAHASZ Top 40 album- és válogatáslemez | Minősítés      |
| ---- | ----------------------- | -------------------------------------- | -------------- |
| 2004 | Hagyd meg nekem a dalt  | 2                                      | - Platinalemez |
| 2005 | Bárhol jársz            | 4                                      | - Aranylemez   |
| 2007 | És Mégis forog a Föld   | 3                                      |                |
| 2007 | Maradandók tisztelettel | 29                                     |                |

### Videóklipek
- Hagyd meg nekem a dalt
- Sosem vagy egyedül
- Ma éjszaka
- Bárhol jársz
- És mégis forog a Föld
- Bolond vagyok, mert...
- Kikötők feat. Szekeres Adrien
- Engedj el
- Dalban küldöm
- Megtalállak
- Fülledt, forró nyár
- Apróság
- Nem akarok várni
- Az autómban
- Végtelen tenger

#### Vendégszereplések
- Tiszta fejjel projekt - Tiszta fejjel
- Tartsd életben még - Kampánydal az illegális zeneletöltés ellen
- VIVA Comet Allstars - Ha zene szól

#### Slágerlistás dalok
| Év                        | Dal                                  | Legmagasabb helyezés | Legmagasabb helyezés   | Legmagasabb helyezés | Legmagasabb helyezés | Legmagasabb helyezés         | Legmagasabb helyezés | Album                                    |
| Év                        | Dal                                  | VIVA Chart           | Mahasz Editors’ Choice | MAHASZ Rádiós Top 40 | MAHASZ Dance Top 40  | MAHASZ Single (track) Top 10 | EURO 200             | Album                                    |
| ------------------------- | ------------------------------------ | -------------------- | ---------------------- | -------------------- | -------------------- | ---------------------------- | -------------------- | ---------------------------------------- |
| 2003                      | Hagyd meg nekem a dalt               | 1                    | 1                      | 2                    | 23                   |                              | 110                  | Hagyd meg nekem a dalt                   |
| 2003                      | Sosem vagy egyedül                   | 1                    | 2                      | 4                    | 15                   | 1                            | 151                  | Hagyd meg nekem a dalt                   |
| 2004                      | Olimpiai dal 2004 feat. Király Linda | -                    |                        | 11                   |                      | 2                            |                      |                                          |
| 2006                      | Ma éjszaka                           | 3                    | 10                     | 2                    | 38                   |                              | 124                  | Bárhol jársz                             |
| 2006                      | Bárhol jársz                         | 3                    | 18                     | 25                   |                      |                              |                      | Bárhol jársz                             |
| 2006                      | És mégis forog a Föld                | 8                    | 8                      |                      |                      | 10                           | 192                  | És Mégis forog a Föld                    |
| 2006                      | Kikötők feat. Szekeres Adrien        | ?                    | 5                      | 6                    |                      |                              |                      | És Mégis forog a Föld és Olyan , mint Te |
| 2007                      | Bolond vagyok, mert...               | 4                    |                        | 20                   |                      | 5                            |                      | És Mégis forog a Föld                    |
| 2008                      | Engedj el                            | 3                    |                        |                      |                      | 6                            |                      | Maradandók tisztelettel                  |
| 2008                      | Dalban küldöm                        | -                    |                        | 35                   |                      |                              |                      | És Mégis forog a Föld                    |
| 2009                      | Megtalállak                          | 3                    |                        |                      |                      |                              |                      |                                          |
| 2010                      | Fülledt, forró nyár                  | 1                    |                        | 25                   |                      |                              |                      |                                          |
| Közreműködés kislemezeken |                                      |                      |                        |                      |                      |                              |                      |                                          |

| Év                  | Kislemez            | Legmagasabb helyezés | Legmagasabb helyezés   | Legmagasabb helyezés | Legmagasabb helyezés | Legmagasabb helyezés         | Legmagasabb helyezés | Album |
| Év                  | Kislemez            | VIVA Chart           | Mahasz Editors’ Choice | MAHASZ Rádiós Top 40 | MAHASZ Dance Top 40  | MAHASZ Single (track) Top 10 | EURO 200             | Album |
| ------------------- | ------------------- | -------------------- | ---------------------- | -------------------- | -------------------- | ---------------------------- | -------------------- | ----- |
| 2008                | Tiszta fejjel       | 25                   |                        |                      |                      |                              |                      |       |
| 2010                | Ha zene szól        | 1                    |                        | 2                    |                      |                              |                      |       |
|                     |                     | Összesítés           |                        |                      |                      |                              |                      |       |
| 1. helyezett számok | 1. helyezett számok | 4                    | 1                      |                      |                      | 1                            |                      |       |
| Top 10-be bekerült  | Top 10-be bekerült  | 10                   | 5                      | 6                    |                      | 3                            |                      |       |
| Top 40-be bekerült  | Top 40-be bekerült  | 12                   | 6                      | 10                   | 3                    | 3                            |                      |       |

## Elismerések és díjak
- Miniszteri Elismerő Oklevél (2005)[1]
- VIVA Comet - Legjobb férfi előadó (2005)
- Fonogram díj - Az év hazai felfedezettje (2005)
- Fonogram díj - Az év hazai dala (Hagyd meg nekem a dalt) (2005)
- VIVA Comet - Legjobb szóló előadó (2006)
- X-faktor legjobb mentora díj (2018)

## Színészi karrier
Laci nemrégiben főszerepet kapott a Madách Színházban, május 30-án mutatták be a legújabb sikervárományos musicalt, a József és a színes, szélesvásznú álomkabátot. Az énekes a darab egyik főszereplőjét, a rockkirály Fáraót alakítja.  Hatalmas lehetőség ez Laci számára. Korábban a Fáraó szerepében ugyanis olyan nagyágyúk tűntek fel, mint Vikidál Gyula és Komár László. A Madách Színház igazgatója, Szirtes Tamás elmondta, hogy mindenképpen olyan művészt szerettek volna találni erre a szerepre, akinek nem csak a színpadi megjelenése, hanem a hangja is fantasztikus[forrás?]. Laciban pedig egyértelműen mindkettőre rátaláltak. Az énekes hivatalos válogatáson vett részt, ahol többek között őt is kiválasztotta a döntő bizottság.
Gáspár Laci nagyon komolyan veszi az új feladatot, szinte egy alkalommal sem hiányzott a próbákról. Persze még mindig nagyon izgul, hiszen ugyan színházi tapasztalatai eddig még egyáltalán nem voltak, de ugyanolyan nagy kihívásnak tekinti, mint a Megasztárt, és érzései is hasonlóak. Véleménye szerint ez egy lehetőség arra, hogy másban is kipróbálja magát, és a közönség – akiért mindig is élt- egy újabb oldaláról ismerhesse meg.

## Filmek
- Brazilok (2017) romantika/kaland
- A tanár (2021) Kiss Prince
- Az álommeló (RTL, 2023) Vendégszereplő (1 évad, 9. epizód)

## Magánélet
Jótékonykodik ahol tud, fellépésről fellépésre jár, eljut a nagyvárosokba, de a legkisebb falvakba is. Sőt, még a külföldi közönség is megismerhette, hiszen a német Deutsche Welle Televízió új sorozatot indított, melyben bemutatta Európa Megasztárjait. A Megasztár című énekes tehetségkutató ötlete Németországból indult, ezért az egykori szervezők körbejárták a nagy sikerű műsor európai állomásait, hogy bemutassák, hogyan is alakult nyertesek sorsa a verseny óta. Egyedül hazánkban nem egy aranyérmest választottak, közvetlenül Gáspár Lacit keresték meg, hogy vele készítsenek interjút. Gáspár Laci 2004 legjobb férfihangjaként végzett, őt azonban akkor két hölgy is megelőzte (Tóth Vera és Oláh Ibolya). A Deutsche Welle ennek ellenére a balassagyarmati énekes eddigi karrierjét találta a legérdekesebbnek. Az interjút Németországon kívül világszerte, így Ázsiában és az Amerikai Egyesült Államokban is bemutatták.